# Полховский Майдан
Полховский Майдан — село в Вознесенском районе Нижегородской области России. Административный центр Полховско-Майданского сельсовета.
Место возникновения полховско-майданской росписи.

## География
Село находится в юго-западной части Нижегородской области, в зоне хвойно-широколиственных лесов, к западу от автодороги 22К-0065, на расстоянии приблизительно 5 км (по прямой) к юго-западу от Вознесенское, административного центра района. Абсолютная высота — 145 м над уровнем моря.
Климат
Климат характеризуется как умеренно континентальный, с тёплым летом и холодной снежной зимой. Среднегодовая температура — 3,7 °C. Средняя температура воздуха самого тёплого месяца (июля) — 19 °C (абсолютный максимум — 39 °C); самого холодного (января) — −11 °C (абсолютный минимум — −44 °C). Среднегодовое количество атмосферных осадков составляет около 460—480 мм. Снежный покров держится в течение 140—145 дней.
Часовой пояс
Село Полховский Майдан, как и вся Нижегородская область, находится в часовой зоне МСК (московское время). Смещение применяемого времени относительно UTC составляет +3:00.

## Население
| 1999 | 2002  | 2010  |
| ---- | ----- | ----- |
| 1746 | ↘1715 | ↘1531 |

Национальный состав
Согласно результатам переписи 2002 года, в национальной структуре населения русские составляли 100 % из 1715 чел.

## Улицы
| - ул. Зелёная, - ул. Ленина, - ул. Молодёжная, - ул. Новая, | - мкр. Северо-Восточный, - ул. Советская, - ул. Целинная. |